# Żabinka (gmina)
Żabinka – dawna gmina wiejska istniejąca w latach 1928–1939 w woj. poleskim II Rzeczypospolitej (obecnie na Białorusi). Siedzibą władz gminy było miasteczko Żabinka (obecnie miasto; Жабінка).
Gmina Żabinka powstała 18 kwietnia 1928 roku w powiecie kobryńskim w woj. poleskim z części zniesionych gmin Zbirohi, Pruska, Rohoźna, Matjasy i całej Siechnowicze.
Po wojnie obszar gminy Żabinka wszedł w struktury administracyjne Związku Radzieckiego.